# 아와카모가와역
아와카모가와역(일본어: 安房鴨川駅, あわかもがわえき)은 일본 지바현 가모가와시에 있는 동일본 여객철도의 철도역이다.
우치보선과 소토보선의 종착역으로, 두 노선은 아와카모가와 역을 통해 선로가 서로 이어져 있다. 하지만 두 노선끼리는 서로 직결 운행을 하지 않으며, 아와카모가와 역을 출발하는 열차들은 모두 방향을 돌려서 지바역, 도쿄역 방면으로 떠나는 상행선 열차들이다. 소토보 선 특급 《와카시오》의 시종착역으로, 와카시오 호의 정차 시간과 가모가와 시월드 셔틀버스가 가모가와 역에 정차하는 시간은 서로 환승할 수 있도록 맞추어져 있다. 한편, 와카시오 호 중 일부 열차들은 가쓰우라역에서 아와카모가와 역 사이를 보통 열차 등급으로 운행하며, 모든 역에 정차한다.
소토보 선의 2번 승강장과 우치보 선의 3번 승강장은 서로 붙어있어서 기술적으로 금정역과 같은 평면 환승이 가능하며, 실제로도 다이어가 맞는 일부 열차들에 대해서 단시간 평면 환승을 할 수 있다.

## 역 구조
지상역으로, 승강장은 1면 1선의 단선 승강장(1번 승강장)과 1면 2선의 섬식 승강장(2·3번 승강장)으로 되어 있다. 양쪽 승강장은 과선교로 이어져 있으며, 엘리베이터가 설치되어 있다. 동일본 여객철도 직영역으로, 소토보선의 아와코미나토역과 아와아마쓰역, 우치보선의 에미역과 후토미역을 관리하고 있다. 초록 창구를 오전 6시 30분부터 오후 8시까지 영업하고 있으며, 자동 개찰기에서 스이카 및 제휴 교통카드의 사용이 가능하다. 에키벤 전문 판매점인 "난소켄" 등의 매점 시설이 있다.
역 서쪽에 3개의 유치선이 있으며, 심야 시간대에 차량들이 머무른다. 한편, 후토미 역 방면으로 난 건널목은 일명 "열리지 않는 건널목"으로 불리는 곳들 중 하나로, 회송 열차가 지나갈 때마다 교통 체증이 일어나고 있다.

### 승강장
| 1·2 | ■ 소토보 선 | 가쓰우라 · 모바라 · 소가 · 지바 · 도쿄 방면     |
| 3   | ■ 우치보 선 | 다테야마 · 기미쓰 · 기사라즈 · 지바 · 도쿄 방면 |

## 역세권 정보
- 가모가와시청사
- 가모가와 시월드
- 마에하라 해수욕장
- 가모가와 온천, 아와토 온천
- 국도 제128호선
- 도요 대학 세미나하우스

## 역사
- 1925년 7월 11일 - 일본국유철도 호조 선 (지금의 우치보 선)의 역으로 개업하였다. 지금의 소토보 선인 보소 선은 1929년 4월 15일에 아와카모가와 역으로 들어왔다.
- 1987년 4월 1일 - 민영화에 따라 동일본 여객철도의 소속이 되었다.
- 2009년 3월 14일 - 스이카의 사용이 가능해졌다.

## 인접역
| 동일본 여객철도 우치보 선        | 동일본 여객철도 우치보 선 | 동일본 여객철도 우치보 선 |
| -------------------------------- | ------------------------- | ------------------------- |
| 후토미 다테야마 방면             | ■ 우치보 선               | 시·종착역                 |
| 동일본 여객철도 소토보 선        |                           |                           |
| 아와아마쓰 가즈사이치노미야 방면 | ■ 소토보 선               | 시·종착역                 |